# 約翰遜鎮區 (阿肯色州華盛頓縣)
約翰遜鎮區（英語：Johnson Township）是位於美國阿肯色州華盛頓縣的一個行政鎮區。

## 地方資料
約翰遜鎮區的面積為14.98平方千米，當中陸地面積為14.85平方千米，而水域面積為0.13平方千米。根據2010年美國人口普查的數據，當地共有人口3937人，而人口密度為每平方千米262.82人。